# Wereldbeker schaatsen 2016/2017 - Wereldbeker 2
De wereldbeker schaatsen 2016/2017 wereldbeker 2 was de tweede wedstrijd van het wereldbekerseizoen die van 18 tot en met 20 november 2016 plaatsvond in de M-Wave in Nagano, Japan.

## Tijdschema
| Datum                | Tijd (Japan) | Tijd (CET) | Onderdeel |
| -------------------- | ------------ | ---------- | --- |
| Vrijdag 18 november  | 15:30        | 07:30      | 3000 m vrouwen 5000 m mannen                                                                                               |
| Zaterdag 19 november | 14:00        | 06:00      | 1000 m vrouwen 1000 m mannen ploegenachtervolging vrouwen ploegenachtervolging mannen teamsprint vrouwen teamsprint mannen |
| Zondag 20 november   | 14:00        | 06:00      | 500 m vrouwen 1500 m mannen 1500 m vrouwen 500 m mannen massastart mannen massastart vrouwen                               |

## Podia

### Mannen
| Wedstrijd            | Goud                                                        | Tijd       | Zilver                                                | Tijd    | Brons                                              | Tijd    |
| 500 m                | Nico Ihle Duitsland                                         | 34,82      | Jan Smeekens Nederland                                | 34,89   | Cha Min-kyu Zuid-Korea                             | 34,96   |
| 1000 m               | Kjeld Nuis Nederland                                        | 1.08,46 BR | Kai Verbij Nederland                                  | 1.08,58 | Pavel Koelizjnikov Rusland                         | 1.08,80 |
| 1500 m               | Joey Mantia Verenigde Staten                                | 1.45,43    | Kjeld Nuis Nederland                                  | 1.45,63 | Shani Davis Verenigde Staten                       | 1.46,43 |
| 5000 m               | Sven Kramer Nederland                                       | 6.15,17 BR | Jorrit Bergsma Nederland                              | 6.15,71 | Douwe de Vries Nederland                           | 6.17,65 |
| Massastart           | Jorrit Bergsma Nederland                                    | 7.37,72    | KC Boutiette Verenigde Staten                         | 7.41,68 | Bart Swings België                                 | 7.41,72 |
| Teamsprint           | Canada Laurent Dubreuil Christopher Fiola Vincent De Haître | 1.20,52    | Duitsland Joel Dufter Denny Ihle Nico Ihle            | 1.21,27 | Japan Yuto Fujino Tsubasa Hasegawa Shota Nakamura  | 1.21,53 |
| Ploegenachtervolging | Nederland Jorrit Bergsma Sven Kramer Douwe de Vries         | 3.42,65    | Zuid-Korea Joo Hyung-joon Kim Min-seok Lee Seung-hoon | 3.44,38 | Nieuw-Zeeland Shane Dobbin Reyon Kay Peter Michael | 3.45,03 |

### Vrouwen
| Wedstrijd            | Goud                                                       | Tijd       | Zilver                                                       | Tijd    | Brons                                                              | Tijd    |
| 500 m                | Nao Kodaira Japan                                          | 37,75      | Lee Sang-hwa Zuid-Korea                                      | 37,93   | Yu Jing China                                                      | 37,97   |
| 1000 m               | Heather Bergsma Verenigde Staten                           | 1.14,81 BR | Nao Kodaira Japan                                            | 1.15,18 | Miho Takagi Japan                                                  | 1.15,32 |
| 1500 m               | Heather Bergsma Verenigde Staten                           | 1.55,29 BR | Ireen Wüst Nederland                                         | 1.55,50 | Marrit Leenstra Nederland                                          | 1.55,94 |
| 3000 m               | Martina Sáblíková Tsjechië                                 | 4.03,57 BR | Antoinette de Jong Nederland                                 | 4.04,54 | Anna Joerakova Rusland                                             | 4.05,24 |
| Massastart           | Kim Bo-reum Zuid-Korea                                     | 8.15,02    | Ivanie Blondin Canada                                        | 8.15,29 | Francesca Lollobrigida Italië                                      | 8.15,42 |
| Teamsprint           | Japan Arisa Go Erina Kamiya Maki Tsuji                     | 1.27,78    | Rusland Nadezjda Asejeva Olga Fatkoelina Jekaterina Sjichova | 1.28,58 | Nederland Floor van den Brandt Sanneke de Neeling Bo van der Werff | 1.29,78 |
| Ploegenachtervolging | Nederland Marije Joling Antoinette de Jong Marrit Leenstra | 2.58,69    | Japan Miho Takagi Nana Takagi Ayano Sato                     | 2.59,74 | Rusland Olga Graf Jelizaveta Kazelina Natalja Voronina             | 3.02,80 |